# Pablo Arredondo Acuña
Pablo Arredondo de Acuña (Baeza, 8 de enero de 1890-Xauen, 19 de noviembre de 1924) fue un militar español que participó en la guerra del Rif, conocido por haber recibido dos Cruces laureadas de San Fernando.
El comandante  Arredondo es uno de los más grandes héroes españoles del siglo xx, dos veces caballero de San Fernando, Medalla Militar Individual, un ascenso por méritos de guerra, más de 50 acciones de combate y 10 heridas de guerra anotadas en su hoja de servicios. Pero también, y quizás sobre todo, Arredondo era un ser humano extraordinario por su altruismo, generosidad, por su valor e indomable voluntad, por la alegría y serenidad que sabía transmitir a los que le rodeaban en las ocasiones más difíciles y por la pasión que en todo ponía, «modelo de caballeros y de soldados», como lo definió el teniente coronel Mola al conocer su heroica muerte.

## Biografía

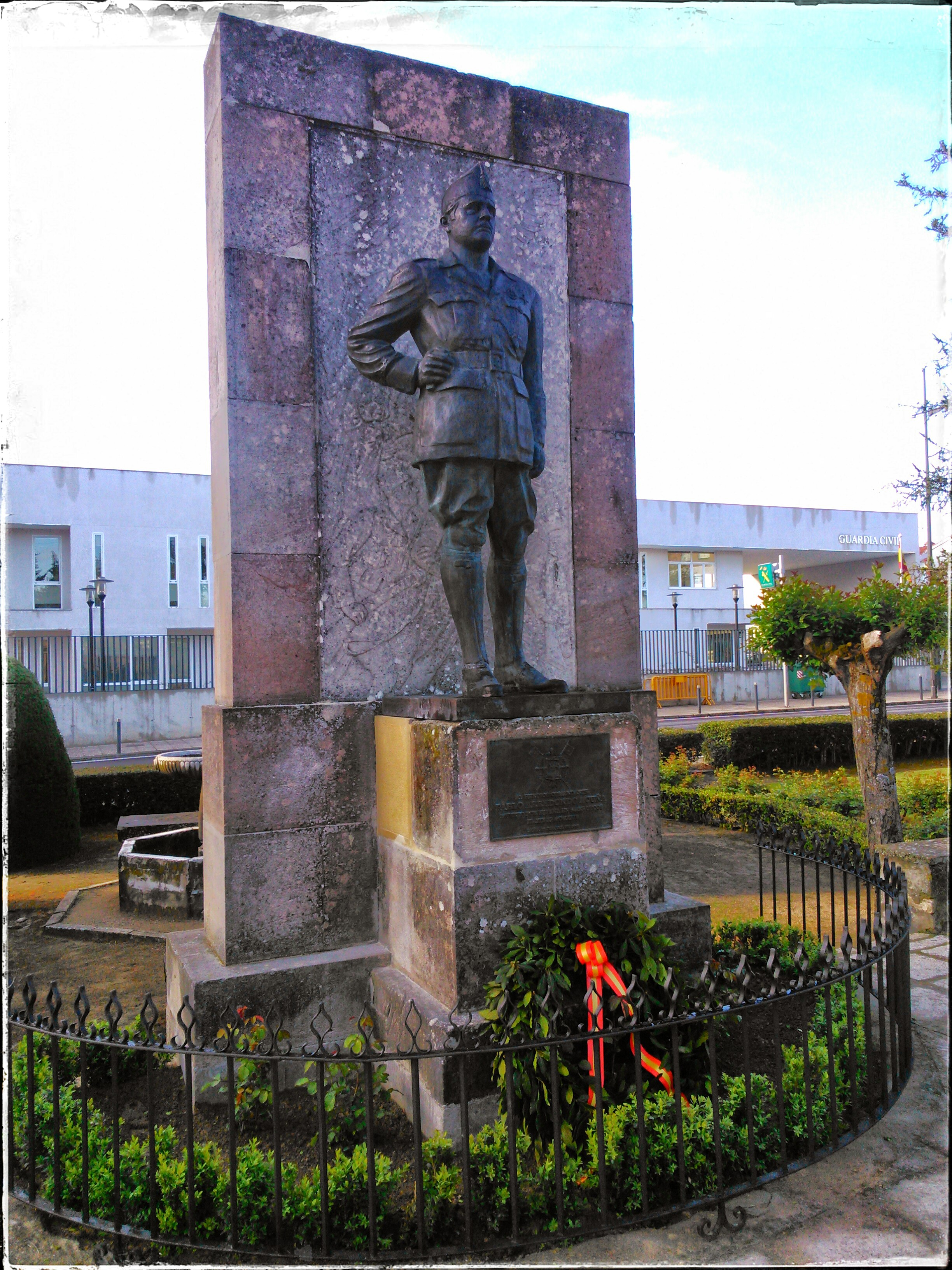
Monumento al Comandante Arredondo de Acuña repuesto el 11 de abril de 2015 en Baeza (Jaén)

Pablo Arredondo de Acuña nació en Baeza el 8 de enero de 1890 en el seno de una familia de amplia tradición militar, originaria de Torreperogil, Jaén, que se estableció en Baeza al casarse su padre, el teniente coronel Pablo Arredondo, con Rosario de Acuña y Martínez de Pinillos , hija de don Cristóbal de Acuña Solís, alcalde de la ciudad.

### Ingreso en el Ejército y destino voluntario al protectorado español de Marruecos

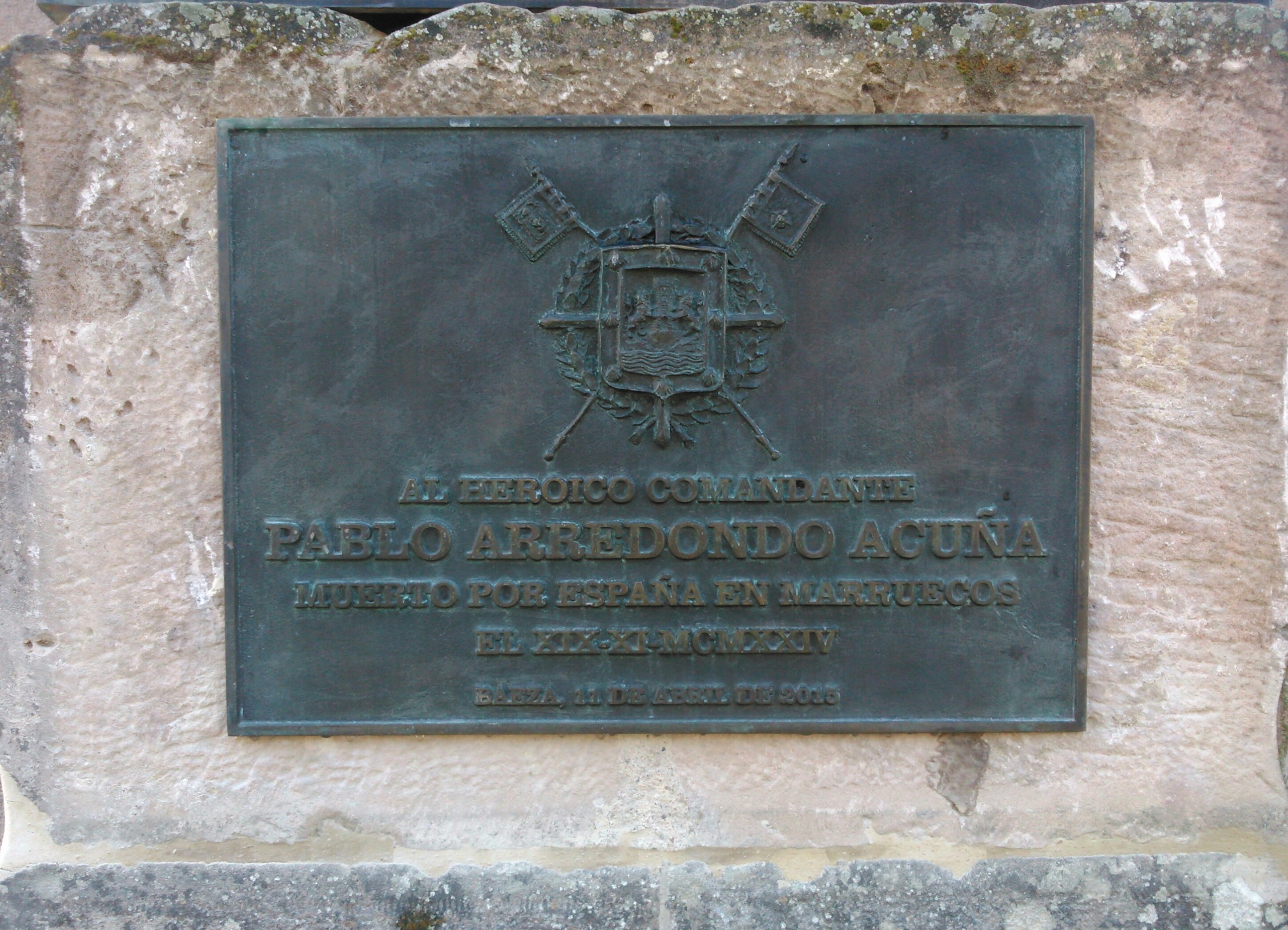
Leyenda de la placa del monumento

En 1908 ingresó en la Academia de Infantería de Toledo siendo su director el coronel José Villalba Riquelme y en 1911 fue promovido a segundo teniente y destinado al Batallón de Cazadores de Barbastro n.º 4. Pero, ya que había comenzado la guerra del Rif, el joven teniente no se sentía cómodo con la tranquila vida de guarnición y pidió ser destinado a una de las unidades que tenían previsto pasar a protectorado español de Marruecos. Así, en mayo de 1913 llegó a Ceuta con el «Batallón de Cazadores de Arapiles n.º 9», unidad en la que, sólo un mes después, ganó su primera Cruz laureada de San Fernando en el combate de Laucién. Fue el día 11 de junio cuando al replegarse su batallón, que había salido de Tetuán para proteger el regreso de la columna de Primo de Rivera, ya de noche, el enemigo se lanza en tromba sobre la 3.ª Compañía cuya última sección mandaba el teniente Arredondo. Toda la compañía se defendió con bravura, pero se destacó la sección de Arredondo, «que al realizar un ataque a la bayoneta fue herido de bala en una ingle, no obstante lo cual continuó en su puesto y tomó parte en otros dos ataques a la bayoneta, haciéndose notar por su valor y serenidad», y consiguió, cuando el enemigo se retiraba, reunir lo que quedaba de su sección y marchar con ella, llevando sobre sus hombros a un soldado herido, hasta Tetuán.
De su humanidad y de la naturalidad con que asumía su propia grandeza da exacta idea la nota que desde la camilla en la que lo llevaban al quirófano escribió a su hermano Juan: «Me han herido de gravedad en la cadera, saliendo la bala por bajo de los riñones, pero estoy tranquilo y contento por haber sabido cumplir con mi deber y permanecer en mi puesto. Puedes estar orgulloso de mí. Prepara a mamá para que no sufra. Pese a que no he hecho nada más que lo que debía, me proponen para la Laureada».
No del todo recuperado de aquella herida, como consecuencia de la cual perdió un riñón, en 1914 se incorporó al Grupo de las Fuerzas Regulares Indígenas de Melilla de guarnición en Tetuán, unidad con la que, pese a la brevedad de su destino, tomó parte en ocho acciones de combate y mereció ser nombrado como distinguido en la Orden del Cuerpo y recompensado con la Cruz del Mérito Militar con distintivo rojo, lo que acrecentó su fama de oficial valiente y sacrificado.

### Destino a la península y vuelta a África
En 1917 fue ascendido a capitán y pasó destinado a la península, donde permaneció hasta septiembre de 1920, momento en el que lo llamó  Millán-Astray para incorporase a la élite que compondría el primer cuerpo de oficiales del recién creado Tercio de Extranjeros. «Arredondo —le escribió Millán-Astray— necesito tu entusiasmo», y le prometió sufrimientos sin fin, primera línea de combate, probablemente la muerte, y la gloria, si era capaz de merecerla. Y Arredondo no supo negarse. Así, el 1 de octubre siguiente se incorporó a la Legión para ocupar el mando de la 1.ª Compañía de la 1.ª Bandera, como por su condición de caballero de San Fernando le correspondía.
Los siguientes meses los pasó el capitán Arredondo dedicado a la organización e instrucción de su compañía, tarea que no debió de ser nada fácil si tenemos en cuenta la calidad de los primeros contingentes que se incorporaron al Tercio: delincuentes, expresidiarios y aventureros de varias nacionalidades, a los que había que convertir en una unidad eficiente y disciplinada capaz de operar siempre en los puestos de mayor peligro. Pero esta situación debió de ser forzosamente breve ya que desde el 18 de abril estuvo operando con las columnas de Castro Girona y Sanjurjo, con la que, pese a no serle asignada la vanguardia que su jefe reclamaba reiteradamente, la Legión sufrió su auténtico bautizo de fuego durante la ocupación de las posiciones de Ait Gaba, Salah y Muñoz Crespo.

### Evacuado a Madrid por heridas gravísimas
En la toma de esta última, y después de tres días de feroces combates, el 29 de junio Arredondo fue herido una vez más. «Cuando me acerqué a él, estaba de pie y me dijo en un tono en el que no se adivinaba ni nerviosidad ni emoción: Avisa que venga inmediatamente una sección de ametralladoras, porque nos están asando; tengo ya dos balazos en los muslos». Cuando acudieron los camilleros el heroico capitán ya estaba acostado en el suelo. «¡No os acerquéis a mi —gritaba—, que están tirando muy bien! ¡Me han tumbado de dos balazos más! Batid primero al enemigo, ya vendréis luego a por mi». Cuando horas después lo recogieron, la situación de Arredondo era muy grave, lo que le obligó a un doloroso peregrinaje por diversos hospitales de campaña, hasta que finalmente resultó imprescindible evacuarlo a Madrid.
De haber sido otro su carácter, ahí podría haber terminado la sufrida y brillante carrera militar de Arredondo, y con toda justicia el capitán, en su condición de inválido, podría haber pasado a disfrutar de su desahogada situación, de la familia que anhelaba crear y de su merecido y ya inmenso prestigio. Pero no; el capitán Arredondo estaba hecho de otra madera y ni supo ni quiso eludir su sagrado compromiso con la Patria, con la Legión y con sus legionarios. Determinado a conseguir su vuelta al servicio activo por cualquier medio, Arredondo se embarcó en lo que durante los tres años siguientes sería para él un auténtico calvario. Recurrió a todo tipo de médicos, hasta gastar una buena parte de su capital; suplicó al rey, que lo recibió en audiencia el 27 de marzo de 1923 y prometió ayudarle y, tras una titánica lucha contra los tribunales médicos en los que incluso se vio obligado a disimular la situación real de su pierna, Arredondo consiguió finalmente ser dado apto para el servicio activo, eso sí, con la ayuda de un artilugio ortopédico que le acompañó el resto de sus días.

### Retorno a África y condecoración
Reincorporado a la Legión el 23 de julio de 1924, ni los dolores de sus heridas, ni el hambre, ni la sed, ni las extremas condiciones de vida y combate de las que hablaba en sus cartas consiguieron empañar la felicidad de Arredondo al encontrase de nuevo al frente de su legionarios. «Después de seis días sin suministro alguno —le escribe a su madre— finalmente tuvimos que sacrificar al caballo, que nos comimos asado sin pan, sal ni nada más. Lo peor es que ahora tendremos que repartir su carga. Lo que bebimos no es para contar». Así pasó los cuatro siguientes meses, tomando parte en los innumerables combates que entonces se sucedieron, hasta el 19 de noviembre siguiente en que, durante la retirada de Xeruta al Zoco de Arbaa, encontró gloriosa muerte y ganó su segunda Laureada y la Medalla Militar Individual.
Ese día, apenas iniciado el movimiento bajo un violento temporal de agua y viento, la columna fue atacada con gran intensidad por numerosos enemigos de las cabilas de Xeruta y Xauen, y muerto el general Serrano y ocupados por los moros puestos de protección prematuramente abandonados, la columna, en uno de cuyos últimos escalones iba Arredondo, tuvo que continuar su marcha en condiciones muy desfavorables. Acentuado el ataque del enemigo, «el capitán Arredondo, al mando de la 1.ª Compañía, ocupa posiciones ventajosísimas para facilitar la retirada, conteniendo briosamente al enemigo hasta ver a salvo a todas las fuerzas de la 6.ª Bandera y del Grupo de Regulares de Ceuta. Al empezar el repliegue, Arredondo es herido en el pecho y, comprendiendo la crítica situación de las fuerzas en retirada, permanece en su puesto batiendo al enemigo y sacrificándose por la seguridad del resto de la columna. Cercada su compañía, defienden todos caras sus vidas, hasta que la superioridad del enemigo acaba con ellos, muriendo el capitán de un segundo balazo, los oficiales y los legionarios con espíritu espartano, en cumplimento de su deber». En aquel momento, el capitán Arredondo tenía 34 años de edad y, dada la gravedad de la situación, su cuerpo, que nunca se recuperaría, hubo de ser abandonado al enemigo.
Como presagiando su destino, tres meses antes Arredondo había otorgado testamento en Tetuán. En él, tras dar fe de sus creencias y encomendar a su madre la protección de la mujer con la que pensaba casarse, decía: 

Lego a mi ahijado Pablo la Cruz de San Fernando que lleve en mi uniforme al morir, y sepa cumplir con la Patria. Lego a mi sobrino Pablo, hijo de mi hermano Luís, mi uniforme ensangrentado con el mismo fin. Encargo a mis hermanos Juan y Luís, hagan un ligero resumen de mi vida militar y muerte por la Patria, para que se lo lean con frecuencia a sus hijos, para que sirviéndoles de ejemplo, lo sigan y sean hijos amantísimos de España, como yo siempre lo fui.
Pablo Arredondo

Ni un atisbo de amargura puede encontrarse en este estremecedor documento, ninguna pena ni desesperación; solo una escalofriante normalidad ante el casi seguro designio de morir en combate y una absoluta disposición para el sacrificio.
Como todos los grandes hechos de aquella guerra, la muerte de Arredondo, que tuvo un amplio tratamiento en toda la prensa nacional, conmocionó vivamente a una buena parte de la sociedad española, pero muy especialmente a sus paisanos. Así, para preservar perpetuamente su memoria y su ejemplo, en 1925 el Ayuntamiento de Torreperogil solicitó a S. M. el Rey el marquesado de Arredondo para su madre, expediente que cayó en el olvido con el advenimiento de la República, y la ciudad de Baeza, por suscripción popular, le erigió el 19 de enero de 1927 el monumento que ha permanecido muchos años sin su estatua original en el Paseo del Arca del Agua.

## Reposición del monumento en abril de 2015
El 3 de diciembre de 2014, el alcalde de Baeza comunicó al Pleno Municipal que habiendo recibido la firma de más de 5000 personas y la petición expresa de 40 generales y de más de 30 instituciones, había decidido aprobar, de nuevo por suscripción popular, la reposición de la estatua del bilaureado capitán Pablo Arredondo Acuña en lo que se conserva de su monumento, en el Paseo del Arca del Agua de su Ciudad. Todo ello a instancia del Círculo de Amigos de las Fuerzas Armadas, de Jaén.
La Comité Organizador de la reposición del monumento ha erigido una réplica exacta obra del escultor Francisco Javier Galán de la estatua original —del escultor jienense Jacinto Higueras— que fue destruida al comienzo de la guerra civil. El descubrimiento de esta segunda escultura se realizó el 11 de abril, en el mismo lugar en el que estuvo la anterior —se conservaba el pedestal—, en un acto presidido por el ministro de Defensa, Pedro Morenés, al que asistieron entre otras autoridades el jefe del GEMALOG, del GEMADOC, el jefe de la Brigada de Infantería Ligera «Alfonso XIII», II de la Legión, general Juan J. Martín Cabrero. En el acto participó la escuadra de gastadores, la banda de música y de guerra de la BRILEG y una sección de la 8.ª Bandera, perteneciente al Tercio «D. Juan de Austria», 3.ª de la Legión.
En su intervención, el alcalde de Baeza, Leocadio Marín, calificó de «acierto de justicia histórica» mantener viva la memoria de los grandes hombres. A continuación, un sobrino del comandante reconoció que este homenaje «ha tardado por modestia de la familia», pero que su memoria «nunca ha caído en el olvido». Por su parte, el general Martín Cabrero señaló que La Legión «sigue manteniendo vivo el espíritu de Arredondo como una tradición no escrita, como recuerdo imborrable de ejemplo de legionario», a la vez que aseguró que la reposición de la estatua era un «acto de justicia» con un comandante que «demostró la nobleza de su pueblo».

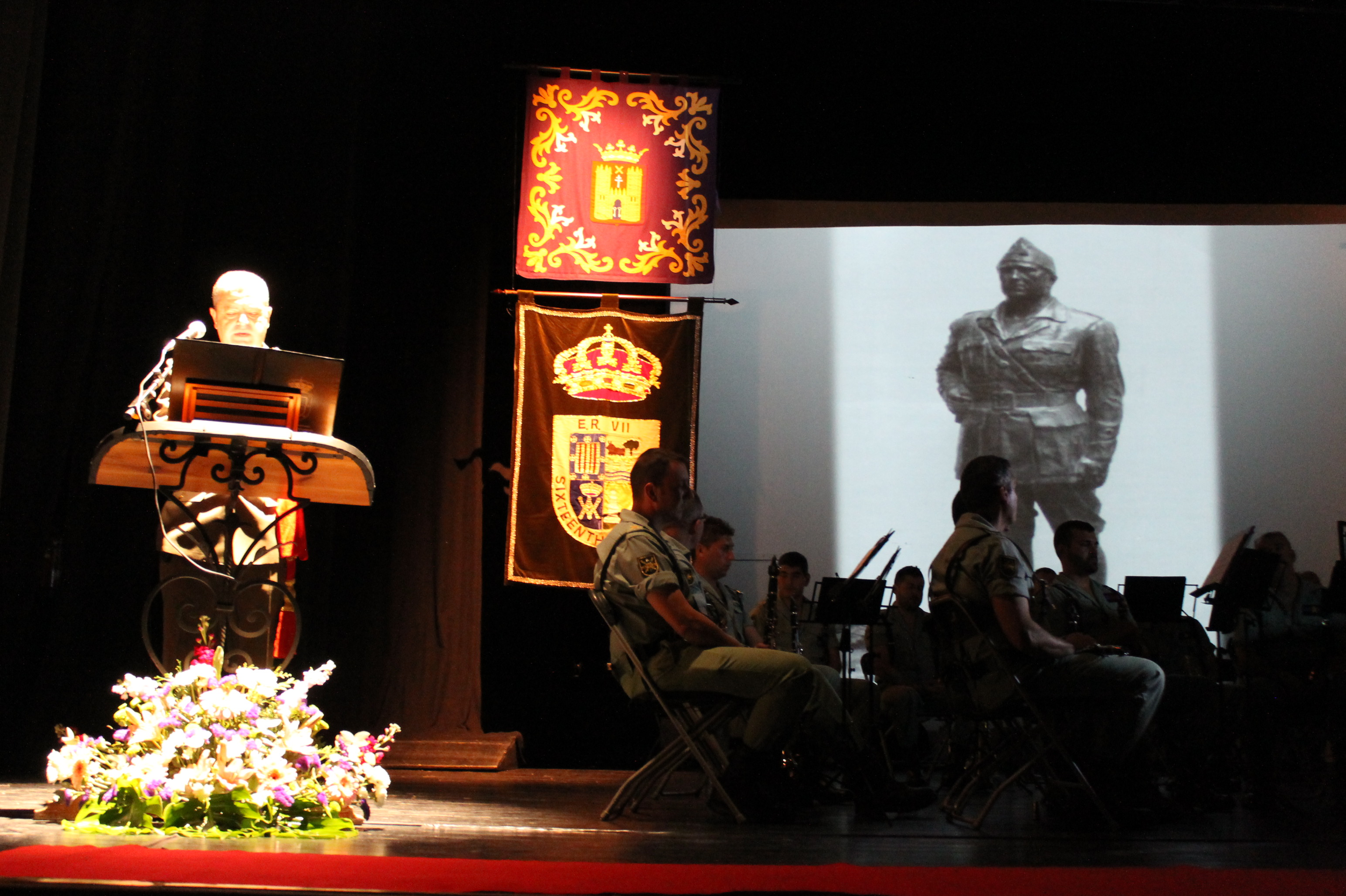
Momento del pregón patriótico impartido por el GB D. Antonio Ruiz Benítez.
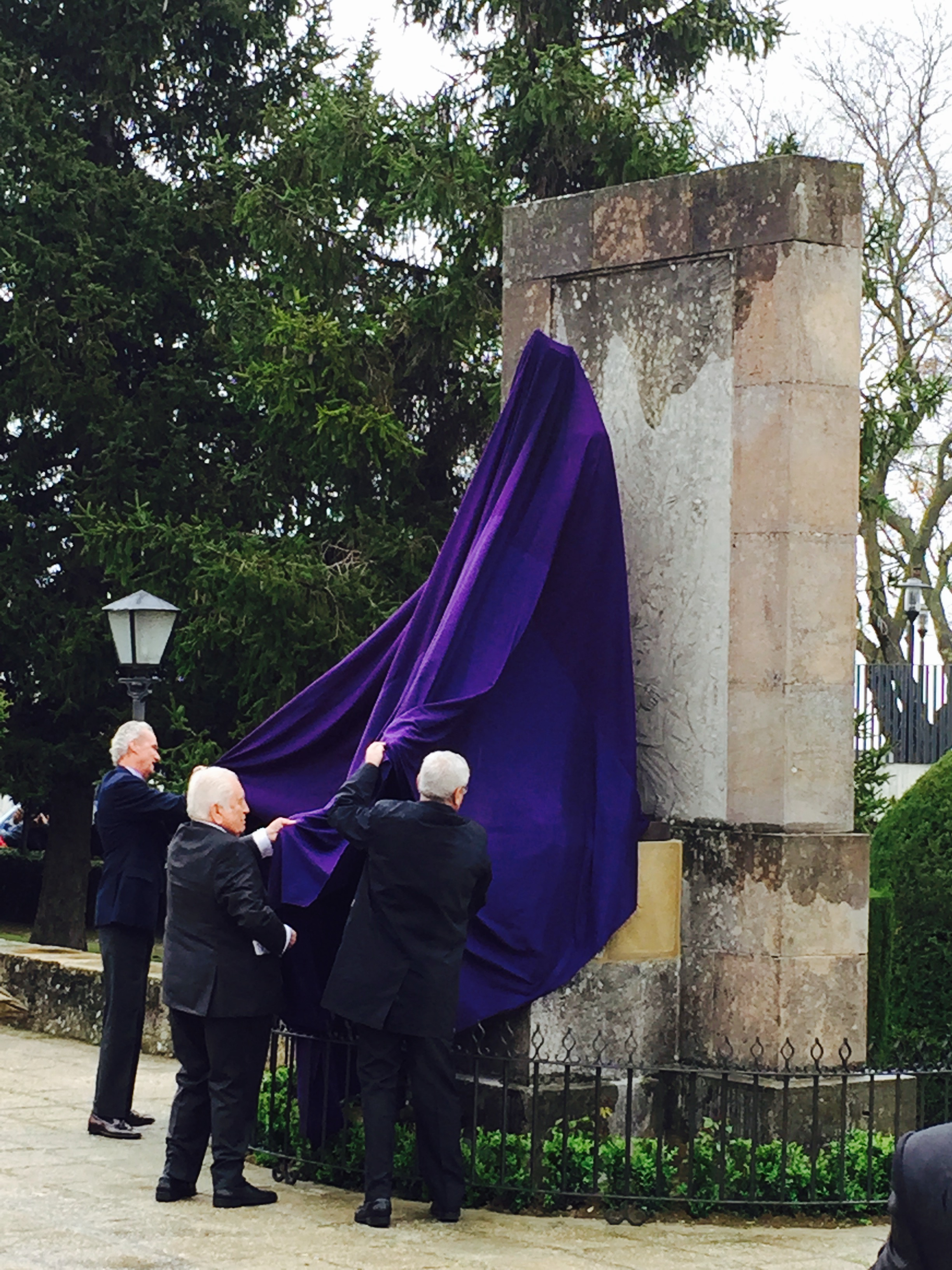
El ministro de Defensa, José Ignacio Arredondo —sobrino del comandante Arredondo— y Leocadio Marín —alcalde de Baeza— descubren el monumento.